# لاين باول
لاين باول (بالإنجليزية: Iain Paul)‏ هو كيميائي بريطاني، ولد في 15 يونيو 1939م في غلاسكو في المملكة المتحدة، وتوفي في 23 ديسمبر 2012 في إسكتلندا في المملكة المتحدة.